# Mikroregion Patrocínio

Mikroregion Patrocínio

Mikroregion Patrocínio – mikroregion w brazylijskim stanie Minas Gerais należący do mezoregionu Triângulo Mineiro e Alto Paranaíba.

## Gminy
- Abadia dos Dourados
- Coromandel
- Cruzeiro da Fortaleza
- Douradoquara
- Estrela do Sul
- Grupiara
- Iraí de Minas
- Monte Carmelo
- Patrocínio
- Romaria
- Serra do Salitre